# 日本財団パラアリーナ
日本財団パラアリーナ（にっぽんざいだん パラアリーナ）は、身体障碍者のスポーツ（パラスポーツ）のトレーニングセンターとして、東京都品川区東八潮の、船の科学館に隣接して、公益財団法人日本財団と、その子団体である、公益財団法人日本財団パラリンピックサポートセンターが建設した体育館。

## 概要
2018年6月竣工。
日本財団は2020年東京パラリンピックの開催決定（2013年）以後、パラスポーツ支援・協賛を表明し、その一環として2015年5月「日本財団パラリンピックサポートセンター」を設立し、その機関拠点として車いすアスリートを中心としたパラスポーツマンの練習拠点としてオープンさせた。しかし、2020年に新型コロナウィルスにより、同アリーナに臨時の病床が設置されることになり、それへ転用されパラアリーナの機能は一旦停止されたが、2021年4月から再びパラアリーナの機能を再開した。
施設は鉄骨製半恒久型アリーナ「ローコストアリーナ」を採用している。

## 施設
- 鉄骨1階建
  - 建築面積 3,187 ㎡
  - 延床面積 2,989 ㎡
- メインアリーナ
  - 面積：2,035㎡
  - 天井高：約7m
  - 車いすバスケットボール、車いすラグビー各3面、ボッチャ8面、シッティングバレーボール2面、ゴールボール、ブラインドサッカー各1面
- トレーニングルーム
  - 面積：127㎡
  - ベンチプレス4台、ラットマシン車いす対応・非対応各1台、ハンドサイクルマシン1台（車いす対応）、スミスマシン1台、パワーラック1台、ローイングエルゴメーター2台、ダンベル（1ｰ20㎏まで）2セット、パワープレート1台
- 会議室
  - 通し：面積123㎡・32名収容
  - SILVER：面積71 ㎡・16名収容
  - BRONZE：面積52 ㎡・12名収容
- 男女別トイレ、ロッカー・シャワールームあり

## 利用対象者
1. 日本パラリンピック委員会に加盟する各競技団体
2. 日パラ委加盟競技団体所属のクラブチーム
3. 日パラ委加盟競技団体所属の個人選手
4. その他、当センターが認めるパラスポーツの普及・啓蒙に関する諸団体

- 利用料:無料（要審査）